# 大浦康介
大浦 康介（おおうら やすすけ、1951年 - ）は、日本のフランス文学・文学理論研究者。京都大学名誉教授。

## 略歴
1970年京都市立塔南高等学校卒業。1975年京都大学文学部仏文科卒。1980年同修士課程修了。1981-84年パリ高等師範学校 (École Normale Supérieure, rue d'Ulm) 在学。1986年京都大学大学院博士課程満期退学。パリ第7大学第三課程博士。1986年京都大学助手、1987年甲南女子大学助教授、1989年京都大学人文科学研究所助教授、2004年同教授、2017年定年、名誉教授。1997年フランス政府より教育功労章シュヴァリエ受章。

## 著書
- 『誘惑論・実践篇』晃洋書房 2011
- 『対面的 〈見つめ合い〉の人間学』筑摩書房 2016
- 『大洪水以後』朝日出版社 2020

### 編著
- 『文学をいかに語るか－－方法論とトポス』新曜社 1996
- 『哲学を読む－－ 考える愉しみのために』（小林道夫、富永茂樹と共編）人文書院 2000
- 『西洋のフィクション・東洋のフィクション Fiction de l'Occident, fiction de l'Orient』（日仏両語版）京都大学人文科学研究所 2010
- 『共同研究 ポルノグラフィー』平凡社 2011
- 『フィクション論への誘い－－文学・歴史・遊び・人間』世界思想社 2013
- 『日本の文学理論－－アンソロジー』水声社 2017

### 翻訳
- ジェラール・ジュネット『フィギュールⅢ』（共訳）水声社 1987
- Kenji Nakagami, La Mer aux arbres morts（Jacques Lallozと共訳） Paris, Fayard 1989
- ピエール・バイヤール『アクロイドを殺したのはだれか』筑摩書房 2001
- ウォルター・ケンドリック『シークレット・ミュージアム－－猥褻と検閲の近代』（監修、河田学と共訳）平凡社 2007
- ヤン・アペリ『ファラゴ』河出書房新社 2008
- ピエール・バイヤール『読んでいない本について堂々と語る方法』筑摩書房 2008（ちくま学芸文庫 2016）

## 論文
- 大浦康介「Etude sur le roman journal francais」『フランス語フランス文学研究』52号、日本フランス語フランス文学会、1988年、100-115頁、doi:10.20634/ellf.52.0_100、ISSN 04254929、CRID 1390282680780205696。
- 大浦康介「Narrateur e(s)t personnage<II>」『ZINBUN』26号、Jinbun kagaku KenkyushoKyoto University、1992年3月、17-29頁、doi:10.14989/48697、ISSN 0084-5515、CRID 1390290699820676096。
- 大浦康介「ひとはなぜ自分自身のテクストが読めないのか ―テクストの一般性にかんする受容理論的考察―」『人文學報』81号、京都大学人文科学研究所、1998年3月、79-93頁、doi:10.14989/48520、ISSN 0449-0274、CRID 1390853649773894784。
- 大浦康介「ボルノグラフィーにおける言葉と身体-リベルタン小説と猥褻語」『身体のフランス文学-ラブレーからプルーストまで(吉田城・田口紀子編)(京都大学学術出版会)』2006年、346-365頁、CRID 1010000781947015298。
- 「大浦康介教授 略歴・著作目録」『人文學報』112号、京都大學人文科學研究所、2018年6月、139-143頁、doi:10.14989/235921、ISSN 0449-0274、CRID 1390290699821860352。

## 記念論集
- 松尾剛「書評 : 『虚実のあわいに』: 大浦康介退職記念論文集」『Stella』39号、九州大学フランス語フランス文学研究会、2020年12月、217-220頁、doi:10.15017/4355461、hdl:2324/4355461、ISSN 0916-6599、CRID 1390290699741519744。